# 39428 Emilybronte
39428 Emilybronte este o planetă minoră (asteroid) din centura de asteroizi. A fost descoperită pe 29 septembrie 1973 la Observatorul Palomar de Cornelis Johannes van Houten și a fost numită după Emily Brontë. 
Obiectul prezintă o orbită caracterizată de o semiaxă mare de 2,4689442 UAi, o excentricitate de 0,2, o înclinație de 3,38074 ° în raport cu ecliptica.